# Cereopsius strandi
Cereopsius strandi là một loài bọ cánh cứng trong họ Cerambycidae.